# وودبری (تنسی)
وودبری (به انگلیسی: Woodbury) شهری در ایالت کشور ایالات متحده آمریکا است که جمعیت آن در سرشماری سال ۲۰۱۰ میلادی، ۲٬۶۸۰ نفر بوده‌است.